# Gaio Fannio Strabone (console 122 a.C.)
Gaio Fannio Strabone  (in latino Gaius Fannius Strabo; fl. II secolo a.C.) è stato un politico e scrittore romano.

## Biografia
Figlio del console omonimo, Strabone fu eletto console nel 122 a.C. con Gneo Domizio Enobarbo; la sua elezione fu fortemente sostenuta da Gaio Sempronio Gracco, che non voleva che Lucio Opimio, suo avversario politico, potesse accedere a tale carica. Non appena entrò in carica, Strabone passò apertamente dalla parte aristocratica, opponendosi alle misure proposte da Gracco. Fece pubblicare un proclama con il quale ordinava a tutti gli alleati italici di lasciare Roma e parlò pubblicamente contro la proposta di Gracco di concedere il diritto di voto ai Latini. Il suo discorso è stato preservato ed ancora ai tempi di Marco Tullio Cicerone era considerato un capolavoro di retorica. Molti discutevano sulla possibilità che non fosse una sua opera, perché Strabone era considerato un mediocre oratore, ma Cicerone la attribuisce a lui senza riserve.